# Stadthagen
Stadthagen é uma cidade da Alemanha localizada no distrito de Schaumburg, estado de Baixa Saxônia.